# Amanduskirche (Maienfeld)

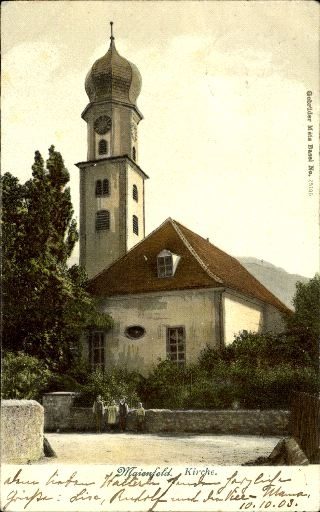
Die Amanduskirche auf einer Ansichtskarte von 1903

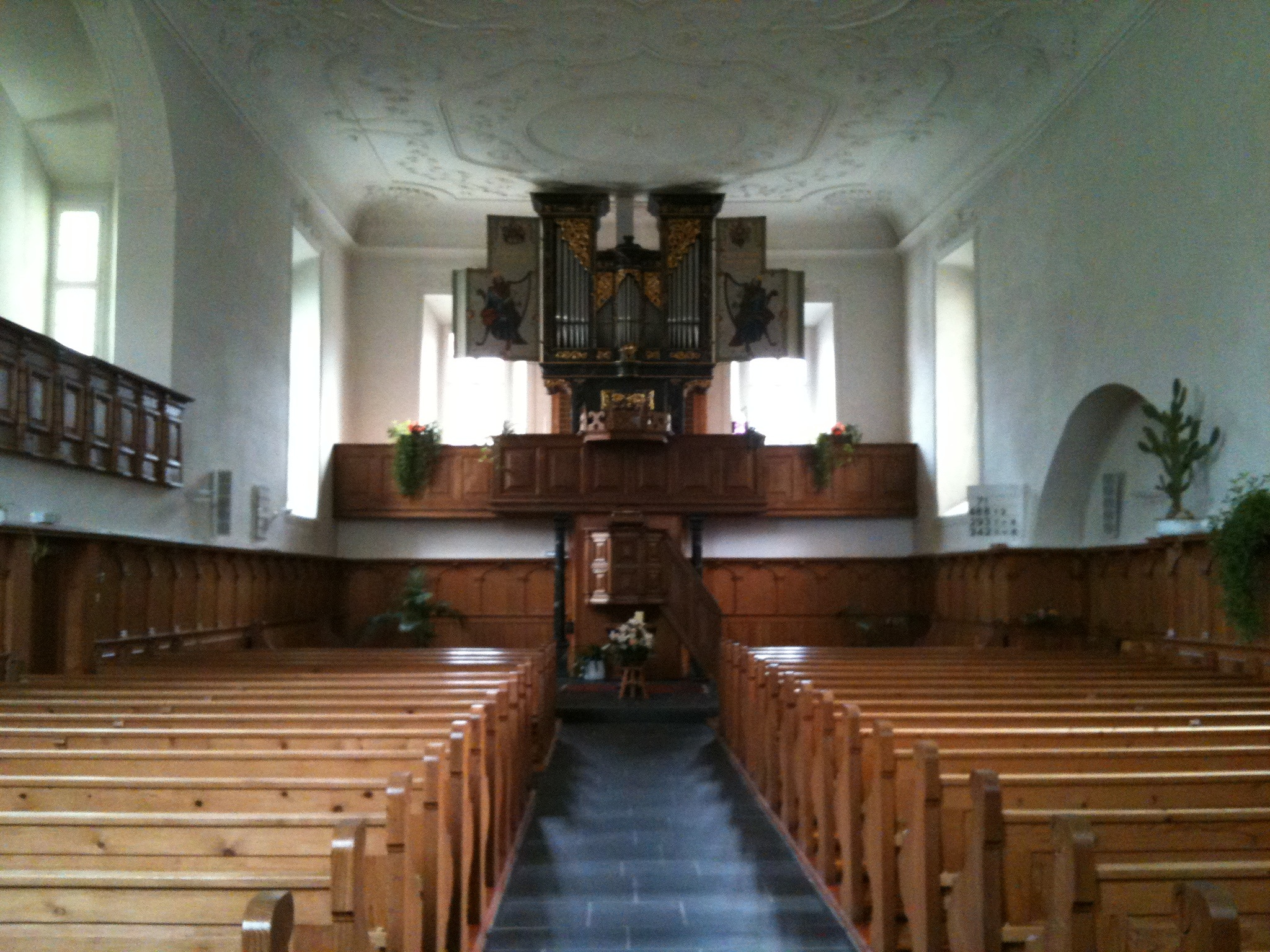
Innenraum, Blick auf Kanzel und Orgel

Die Amanduskirche in Maienfeld in der Bündner Herrschaft im Kanton Graubünden ist ein evangelisch-reformiertes Gotteshaus, das nach Amandus von Straßburg benannt ist.

## Geschichte und Ausstattung
Die Amanduskirche ist ein spätbarocker Bau aus den Jahren 1721–1724, der auf zwei Vorgängerkirchen aufbaut. Der Neubau erfolgte nach dem letzten grossen Stadtbrand 1720. Es ist eine Saalkirche ohne Chorraum mit einem Zwiebelturm. 
Ursprünglich war die Kirche als Querschiffkirche mit Altar und Taufstein in der Mitte des Saals angelegt, so dass die Kirchgänger aus dem oberen Teil der Gemeinde, die die Kirche durch den oberen Eingang betreten, jenen aus dem unteren Teil Angesicht zu Angesicht gegenübersassen. 1939 wurde die Kirche so umgestaltet, dass Kanzel, Taufstein und Orgel am bergseitigen Ende der Kirche eine Einheit bilden; dennoch blieb der Kircheneingang an dieser Stelle erhalten.
Die Orgel wurde 1725 von Johann Matthäus Abbrederis gebaut. Sie hatte 12 Register auf einem Manual und Pedal. 1896 nahm Jakob Metzler verschiedene Umbauten vor, 1925 erweiterte er das Instrument um vier Register. 1968 wurde die Orgel durch Metzler Orgelbau rekonstruiert und wieder in den Ursprungszustand versetzt, aber um ein Brustwerk auf einem zweiten Manual erweitert. Bei einer Revision im Jahr 2009 wurde die als zu laut empfundene Intonation des Hauptwerks gemildert.
Im Turm der Maienfelder Kirche hängen vier Kirchenglocken.
| Glocke | Gussjahr | Gießer                       | Schlagton |
| ------ | -------- | ---------------------------- | --------- |
| 1      | 1721     | Tobias Schalch, Schaffhausen | d′        |
| 2      | 1900     | Gebr. Theus, Felsberg        | f′        |
| 3      | 1900     | Gebr. Theus, Felsberg        | g′        |
| 4      | 1721     | Tobias Schalch, Schaffhausen | b′        |

Die Kirche ist denkmalgeschützt und steht unter der Protektion des Kantons Graubünden.

## Kirchliche Organisation
Innerhalb der evangelisch-reformierten Landeskirche Graubünden ist Maienfeld eine eigenständige Kirchgemeinde.

## Galerie

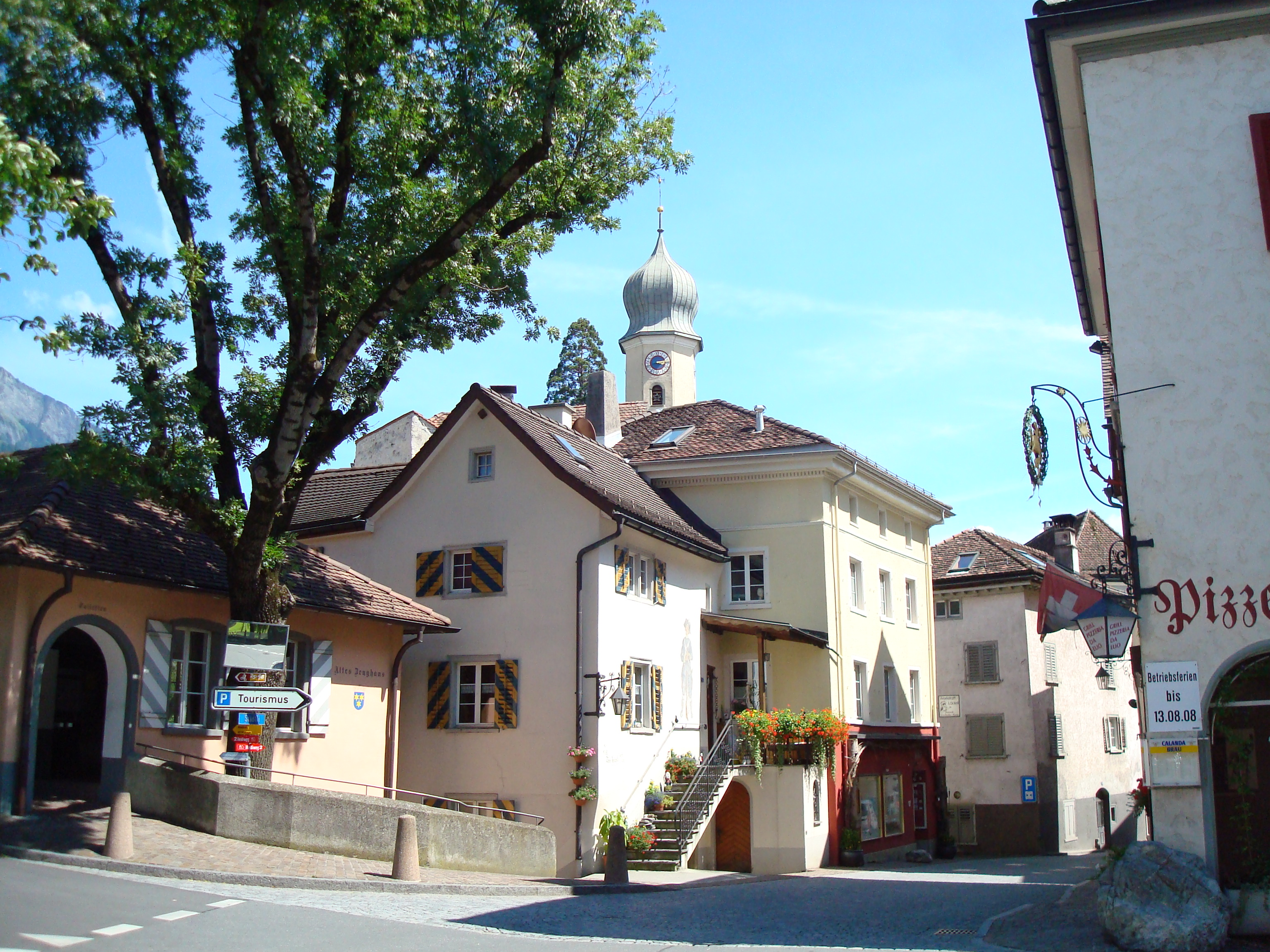
Der das Städtchen überragende Turm der Amanduskirche
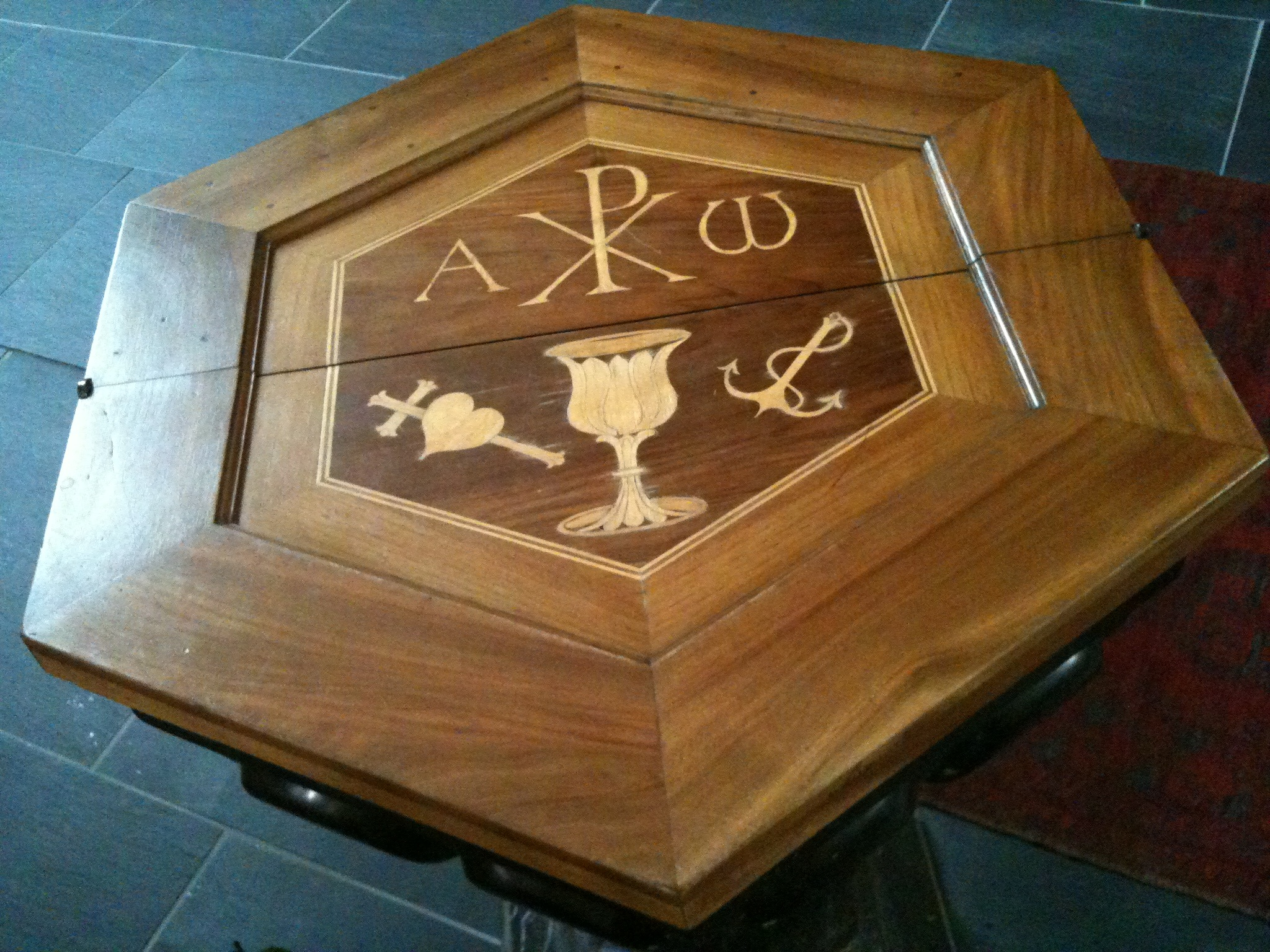
Tauftisch
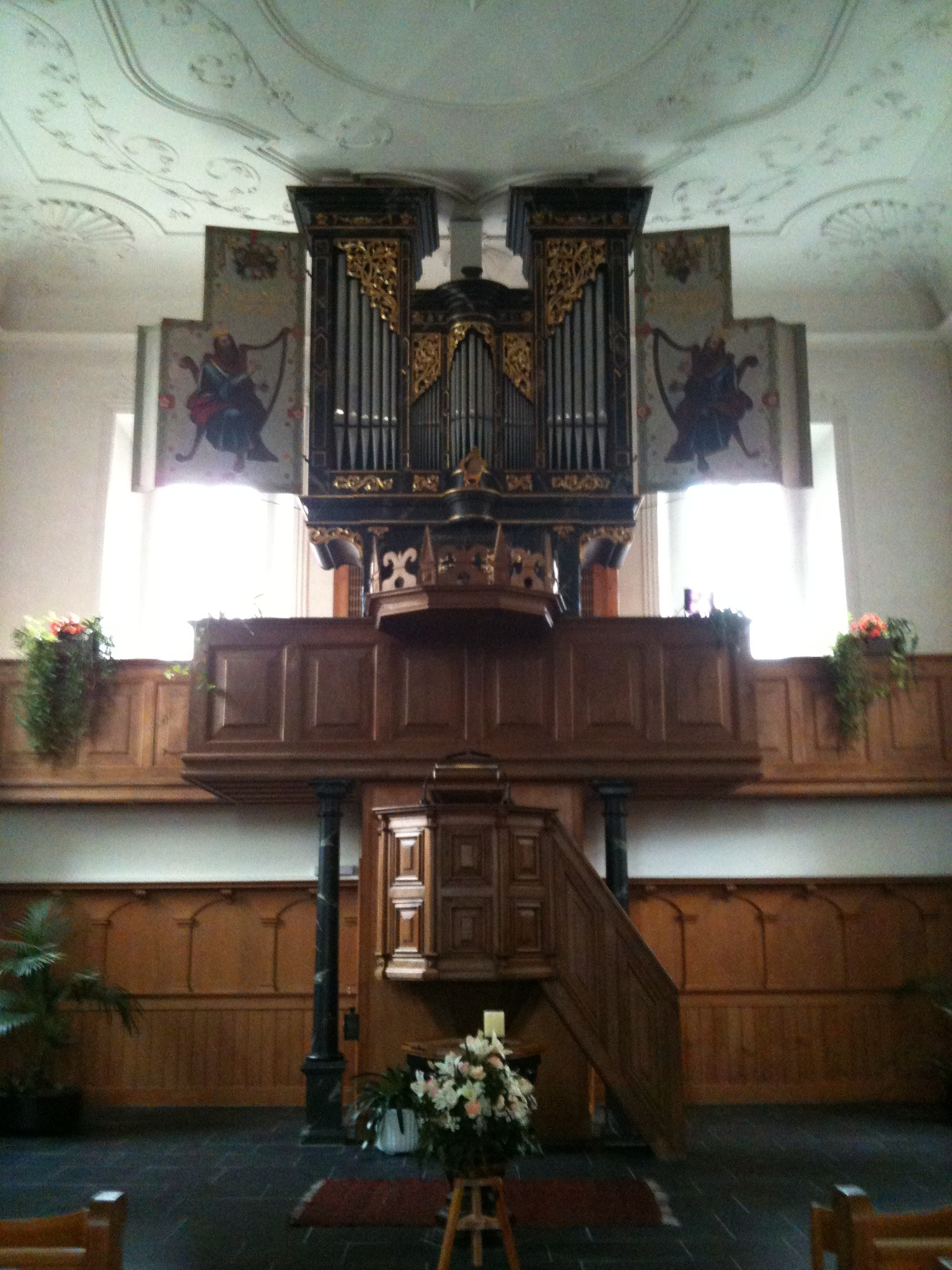
Kanzel und Orgel